# تيرينس جاي
تيرينس جاي (بالإنجليزية: Terence Jay)‏ هو موسيقي وكاتب أغاني وممثل أمريكي، ولد في 1985 بنيوجيرسي في الولايات المتحدة.

## أعمال

### أفلام
- (2005) الشارع الأخضر
- (2009) ستاند يور غراوند

## وصلات خارجية
- تيرينس جاي على موقع IMDb (الإنجليزية)
- تيرينس جاي على موقع ألو سيني (الفرنسية)
- تيرينس جاي على موقع أول موفي (الإنجليزية)
- تيرينس جاي على موقع قاعدة بيانات الفيلم (الإنجليزية)
- تيرينس جاي على موقع كينوبويسك (الروسية)